# Kernel de tangente neural
No estudo de redes neurais artificiais (RNAs), o kernel de tangente neural (KTN) é um kernel que descreve a evolução de redes neurais artificiais profundas durante seu treinamento por gradiente descendente . Ele permite que RNAs sejam estudadas usando algoritmos do tipo Máquina de vetores de suporte.
Para a maioria das arquiteturas de rede neural, no limite da largura da camada, o KTN se torna constante. Isso permite que declarações simples de forma fechada sejam feitas sobre previsões de rede neural, dinâmicas de treinamento, generalização e superfícies de perda. Por exemplo, ele garante que RNAs largas o suficiente convergem para um mínimo global quando treinados para minimizar uma perda empírica. O KTN de redes de grande largura também está relacionado a vários outros limites de largura de redes neurais.
O KTN foi lançado em 2018 por Arthur Jacot, Franck Gabriel e Clément Hongler. Também estava implícito em alguns trabalhos contemporâneos.

## Definição

### Caso de saída escalar
Uma RNA com saída escalar consiste em uma família de funções  {\displaystyle f\left(\cdot ,\theta \right):\mathbb {R} ^{n_{\mathrm {in} }}\to \mathbb {R} } parametrizado por um vetor de parâmetros {\displaystyle \theta \in \mathbb {R} ^{P}}.
O KTN é um kernel {\displaystyle \Theta :\mathbb {R} ^{n_{\mathrm {in} }}\times \mathbb {R} ^{n_{\mathrm {in} }}\to \mathbb {R} } definido por {\displaystyle \Theta \left(x,y;\theta \right)=\sum _{p=1}^{P}\partial _{\theta _{p}}f\left(x;\theta \right)\partial _{\theta _{p}}f\left(y;\theta \right).}
Em uma SVM, o KTN {\displaystyle \Theta } é um kernel associado a uma feature {\displaystyle \left(x\mapsto \partial _{\theta _{p}}f\left(x;\theta \right)\right)_{p=1,\ldots ,P}}.

### Caso de saída vetorial
Uma RNA com saída vetorial de tamanho {\displaystyle n_{\mathrm {out} }} consiste em uma família de funções {\displaystyle f\left(\cdot ;\theta \right):\mathbb {R} ^{n_{\mathrm {in} }}\to \mathbb {R} ^{n_{\mathrm {out} }}} parametrizada por um vetor de parâmetros {\displaystyle \theta \in \mathbb {R} ^{P}}.
Neste caso o KTN {\displaystyle \Theta :\mathbb {R} ^{n_{\mathrm {in} }}\times \mathbb {R} ^{n_{\mathrm {in} }}\to {\mathcal {M}}_{n_{\mathrm {out} }}\left(\mathbb {R} \right)} é um SVM de saída vetorial com valores de {\displaystyle n_{\mathrm {out} }\times n_{\mathrm {out} }} e matrizes definidas por {\displaystyle \Theta _{k,l}\left(x,y;\theta \right)=\sum _{p=1}^{P}\partial _{\theta _{p}}f_{k}\left(x;\theta \right)\partial _{\theta _{p}}f_{l}\left(y;\theta \right).}

## Derivação
Ao otimizar os parâmetros {\displaystyle \theta \in \mathbb {R} ^{P}} de uma RNA para minimizar uma perda empírica através da método do gradiente, o KTN determina a dinâmica da função de saída da RNA {\displaystyle f_{\theta }} durante todo o treinamento.

### Caso de saída escalar
Para um dataset {\displaystyle \left(x_{i}\right)_{i=1,\ldots ,n}\subset \mathbb {R} ^{n_{\mathrm {in} }}} com rótulos escalares {\displaystyle \left(z_{i}\right)_{i=1,\ldots ,n}\subset \mathbb {R} } e uma função de perda {\displaystyle c:\mathbb {R} \times \mathbb {R} \to \mathbb {R} } associada a uma perda empírica, definida em funções {\displaystyle f:\mathbb {R} ^{n_{\mathrm {in} }}\to \mathbb {R} } é dada por {\displaystyle {\mathcal {C}}\left(f\right)=\sum _{i=1}^{n}c\left(f\left(x_{i}\right),z_{i}\right).}
Ao treinar uma RNA {\displaystyle f\left(\cdot ;\theta \right):\mathbb {R} ^{n_{\mathrm {in} }}\to \mathbb {R} } é treinado para se ajustar ao conjunto de dados (ou seja, minimizar {\displaystyle {\mathcal {C}}}) via método do gradiente por tempo contínuo os parâmetros {\displaystyle \left(\theta \left(t\right)\right)_{t\geq 0}} evoluem através da função diferencial ordinária:
{\displaystyle \partial _{t}\theta \left(t\right)=-\nabla {\mathcal {C}}\left(f\left(\cdot ;\theta \right)\right).}
Durante o treinamento, a função de saída da RNA segue a evolução de uma equação diferencial dada em termos de KTN:
{\displaystyle \partial _{t}f\left(x;\theta \left(t\right)\right)=-\sum _{i=1}^{n}\Theta \left(x,x_{i};\theta \right)\partial _{w}c\left(w,z_{i}\right){\Big |}_{w=f\left(x_{i};\theta \left(t\right)\right)}.}
Esta equação mostra como o KTN conduz a dinâmica de {\displaystyle f\left(\cdot ;\theta \left(t\right)\right)} no espaço das funções {\displaystyle \mathbb {R} ^{n_{\mathrm {in} }}\to \mathbb {R} } durante o treinamento.

### Caso de saída vetorial
Para um dataset {\displaystyle \left(x_{i}\right)_{i=1,\ldots ,n}\subset \mathbb {R} ^{n_{\mathrm {in} }}} com vetores {\displaystyle \left(z_{i}\right)_{i=1,\ldots ,n}\subset \mathbb {R} ^{n_{\mathrm {out} }}} e uma função de perda {\displaystyle c:\mathbb {R} ^{n_{\mathrm {out} }}\times \mathbb {R} ^{n_{\mathrm {out} }}\to \mathbb {R} } a perda empírica correspondente em funções {\displaystyle f:\mathbb {R} ^{n_{\mathrm {in} }}\to \mathbb {R} ^{n_{\mathrm {out} }}} é definida por:
{\displaystyle {\mathcal {C}}\left(f\right)=\sum _{i=1}^{n}c\left(f\left(x_{i}\right),z_{i}\right).}
O treinamento de {\displaystyle f_{\theta \left(t\right)}} através do método do gradiente por tempo contínuo produz a seguinte evolução na função do espaço gerada pelo KTN:
{\displaystyle \partial _{t}f_{k}\left(x;\theta \left(t\right)\right)=-\sum _{i=1}^{n}\sum _{l=1}^{n_{\mathrm {out} }}\Theta _{k,l}\left(x,x_{i};\theta \right)\partial _{w_{l}}c\left(\left(w_{1},\ldots ,w_{n_{\mathrm {out} }}\right),z_{i}\right){\Big |}_{w=f\left(x_{i};\theta \left(t\right)\right)}.}

### Interpretação
O KTN {\displaystyle \Theta \left(x,x_{i};\theta \right)} representa a influência da perda de gradiente {\displaystyle \partial _{w}c\left(w,z_{i}\right){\big |}_{w=f\left(x_{i};\theta \right)}} com respeito ao exemplo {\displaystyle i} sobre a evolução da saída (produção) da RNA {\displaystyle f\left(x;\theta \right)} através de uma etapa do método do gradiente: no caso escalar, se lê:
{\displaystyle f\left(x;\theta \left(t+\epsilon \right)\right)-f\left(x;\theta \left(t\right)\right)\approx \epsilon \sum _{i=1}^{n}\Theta \left(x,x_{i};\theta \left(t\right)\right)\partial _{w}c\left(w,z_{i}\right){\big |}_{w=f\left(x_{i};\theta \right)}.}
Em particular, cada ponto de dados {\displaystyle x_{i}} influencia a evolução do resultado {\displaystyle f\left(x;\theta \right)} para cada {\displaystyle x} ao longo do treinamento, de modo que é capturada pelo KTN {\displaystyle \Theta \left(x,x_{i};\theta \right)}.

## Grande limite de largura
Trabalhos teóricos e empíricos recentes em aprendizagem profunda mostraram que o desempenho das RNAs melhora estritamente à medida que a largura de suas camadas aumenta. Para várias arquiteturas de RNA o KTN fornece uma visão precisa sobre o treinamento neste regime de grandes larguras.